# Robyn Brown
Robyn Lauren Crisostomo Brown (* 27. Juli 1994 in Chino Hills/Vereinigte Staaten) ist eine philippinische Leichtathletin, die sich auf den Hürdenlauf spezialisiert hat. 2023 wurde sie Asienmeisterin über 400 m Hürden.

## Sportliche Laufbahn
Erste internationale Erfahrungen sammelte Robyn Brown im Jahr 2019, als sie bei den Südostasienspielen in Capas in 59,08 s die Bronzemedaille im 400-Meter-Hürdenlauf hinter den Vietnamesinnen Nguyễn Thị Huyền und Quách Thị Lan gewann. Zudem sicherte sie sich auch mit der philippinischen 4-mal-400-Meter-Staffel in 3:43,41 min die Bronzemedaille hinter den Teams aus Vietnam und Thailand und auch in der Mixed-Staffel gewann sie in 3:26,95 min Bronze hinter Vietnam und Thailand. 2022 gewann sie dann bei den Südostasienspielen in Hanoi mit neuem Landesrekord von 56,44 min die Bronzemedaille hinter Quách Thị Lan und Nguyễn Thị Oanh und sicherte sich auch mit der Frauenstaffel in 3:43,26 min die Bronzemedaille hinter Thailand und Vietnam. Quách Thị Lan wurde 2023 nachträglich wegen eines Dopingverstoßes disqualifiziert und Brown rückte jeweils vom Bronze- auf den Silberrang vor. Im Jahr darauf sicherte sie sich bei den Südostasienspielen in Phnom Penh die Silbermedaille über 400 m Hürden hinter der Vietnamesin Nguyễn Thị Huyền und gewann auch mit der Frauenstaffel in 3:37,75 min die Silbermedaille hinter dem vietnamesischen Team. In der Mixed-Staffel gewann sie in 3:23,69 min die Bronzemedaille hinter Vietnam und Thailand. Anschließend siegte sie in 57,50 s bei den Asienmeisterschaften in Bangkok. Im August schied sie bei den Weltmeisterschaften in Budapest mit 56,83 s in der ersten Runde aus. Daraufhin belegte sie bei den Asienspielen in Hangzhou mit 57,55 s den sechsten Platz im Hürdenlauf und gelangte mit der Staffel mit 3:40,78 min auf Rang fünf. 
2025 belegte sie bei den Asienmeisterschaften in Gumi in 56,98 s den sechsten Platz über 400 m Hürden.
In den Jahren 2019 und 2025 wurde Brown philippinische Meisterin im 400-Meter-Hürdenlauf sowie 2025 über 100 m Hürden und in der Mixed-Staffel über 4-mal 400 Meter.

## Persönliche Bestleistungen
- 400 Meter: 55,12 s, 5. März 2022 in Long Beach
- 100 m Hürden: 13,59 s (+0,1 m/s), 12. April 2025 in Claremont
- 400 m Hürden: 56,44 s, 17. Mai 2022 in Hanoi